# 530年代
| 千纪： | 1千纪                                                                                  |
| 世纪： | 5世纪 \| 6世纪 \| 7世纪                                                                |
| 年代： | 500年代 \| 510年代 \| 520年代 \| 530年代 \| 540年代 \| 550年代 \| 560年代              |
| 年份： | 530年 \| 531年 \| 532年 \| 533年 \| 534年 \| 535年 \| 536年 \| 537年 \| 538年 \| 539年 |

## 大事记
- 530年，北魏雍州刺史爾朱天光既灭万俟醜奴、蕭寶寅，送洛陽置街市，士女聚觀三日，俱殺之。孝莊帝元子攸刺杀太原王天柱大將軍爾朱榮。尚書左僕射爾朱世隆立長廣王元曄為帝。汾州刺史爾朱兆攻陷洛陽，杀元子攸。
- 531年，爾朱世隆廢元曄。另立廣陵王元恭為帝，北魏冀州刺史起兵討爾朱氏，立勃海太守元朗為帝。南梁昭明太子蕭統卒。
- 532年，北魏大都督斛斯椿叛爾朱氏，斬爾朱世隆。高歡攻入洛陽，另立平陽王元修為帝，是為孝武帝。高歡自任丞相。元修即位，殺元曄、元朗、元恭。
- 533年，北魏大都督竇泰攻秀容（山西朔州），爾朱兆自縊。羅馬查士丁尼法典完成。
- 534年，北魏分裂。東羅馬帝國皇帝查士丁尼遣大將贝利撒留渡地中海，滅汪達爾王國。
- 535年，北魏大將軍宇文泰立南陽王元寶炬為帝，是為文帝。史稱西魏。
- 536年，東魏丞相高歡襲西魏，陷夏州（陝西靖邊北）。
- 537年，東魏與西魏之間爆發戰爭，史稱沙苑之战。
- 539年，東羅馬帝國成功佔領羅馬後並開始大舉入侵圍攻，被東哥特人佔領的拉文納。